# Olivia Deeble
Olivia Deeble es una actriz australiana conocida por haber interpretado a Raffy Morgan en la serie Home and Away.

## Biografía
Es hija de Matthew "Matt" Deeble y de la actriz australiana Kate Gorman, tiene una hermana menor Matilda "Tilly" Deeble y un hermano menor Ewen Deeble.
Sus tíos son Karl Gorman y la actriz Charmaine Gorman.
Sus abuelos son el actor australiano Reg Gorman y la actriz de teatro Judith Roberts.
Olivia habla con fluidez francés.

## Carrera
En 2015 se unió al elenco de la serie de comedia Little Lunch donde dio vida a Tamara, hasta el final de la serie en 2016.
El 19 de septiembre del 2016 se unió al elenco de la popular serie australiana Home and Away donde interpretó a Raffy Morrison, la media hermana menor de Tori Morgan (Penny McNamee), Justin Morgan (James Stewart), Brody Morgan (Jackson Heywood) y Mason Morgan (Orpheus Pledger), hasta el 12 de septiembre del 2019 después de que su personaje decidiera mudarse a Victoria.

## Filmografía

### Series de televisión
| Año         | Título        | Personaje      | Notas         |
| ----------- | ------------- | -------------- | ------------- |
| 2016 - 2019 | Home and Away | Raffy Morrison | 287 episodios |
| 2015 - 2016 | Little Lunch  | Tamara         | 28 episodios  |
| 2014        | Creative Kids | Reportera      | 3 episodios   |

### Películas
| Año  | Título                   | Personaje     | Notas |
| ---- | ------------------------ | ------------- | --- |
| 2016 | Lucy's Bedtime           | -             | junto a Themie Zgonis, Aria Taylor, Harlene Hercules, Tritia DeViSha, Robin Brown y Eliza Gardner                  |
| 2014 | Go Fish                  | Chloe         | corto - junto a Flynn Curry, Shane Jacobson, Grace Rosebirch, Lea Rose, Kala Rosebirch y Ben Palma                 |
| 2014 | I Remember the Future    | Jackie Burns  | corto - junto a Reg Gorman, Peter Flaherty, Nicholas Gunn, Dean Kirkright, Mick Preston, Emily Coupe y Paul Dawber |
| 2013 | Roar!                    | Jackie Burns  | corto - junto a Kate Gorman, Sophie Black, Alannah Coghlan, Jackson Daniel y Benjamin James                        |
| 2005 | You and Your Stupid Mate | Hija de Karen | junto a Owen Luby, Stephen O'Connor, Nathan Phillips, Angus Sampson y Rachel Hunter                                |